# عبيدة عبد الرحمن العتيبي
عبيدة عبد الرحمن العتيبي هو صحفي سعودي أتهمته السعودية بالتخطيط لاستهداف البنية التحتية الحيوية في المملكة العربية السعودية،  وأدرج في أواخر يناير 2009 في قائمة مطلوبين تضم تضم 85 اسماً من أكثر الإرهابيين المطلوبين، وكان عبيدة رقم 50 في القائمة،  وكان عبيدة قد غادر المملكة العربية السعودية متوجهاً إلى الإمارات العربية المتحدة في عام 2005.

## خلفية
التحق عبيدة جامعة الإمام محمد بن سعود الإسلامية في أواخر التسعينيات، وحصل على شهادة في الإعلام،  وبعد التخرج بدأ العمل في الجزيرة السعودية وصرح رئيسه السابق عبد الإله القاسم بأنه كان من أوائل الصحفيين السعوديين الذين أدرجوا عنوان بريده الإلكتروني في خطه الفرعي، وذكر أن عبيدة لم يظهر أي علامات على الإيديولوجية المتطرفة أثناء وجوده مع الصحيفة.
التحق عبيدة بنفس المدرسة الثانوية أكاديمية الشفاء الدينية مثل «عيسى العوشام» وهو قيادي سابق في القاعدة،  قُتل عيسى العوشم في تبادل لإطلاق النار مع الشرطة السعودية في 19 يوليو / تموز 2004.